# غران بريمو دي لوغانو 2015

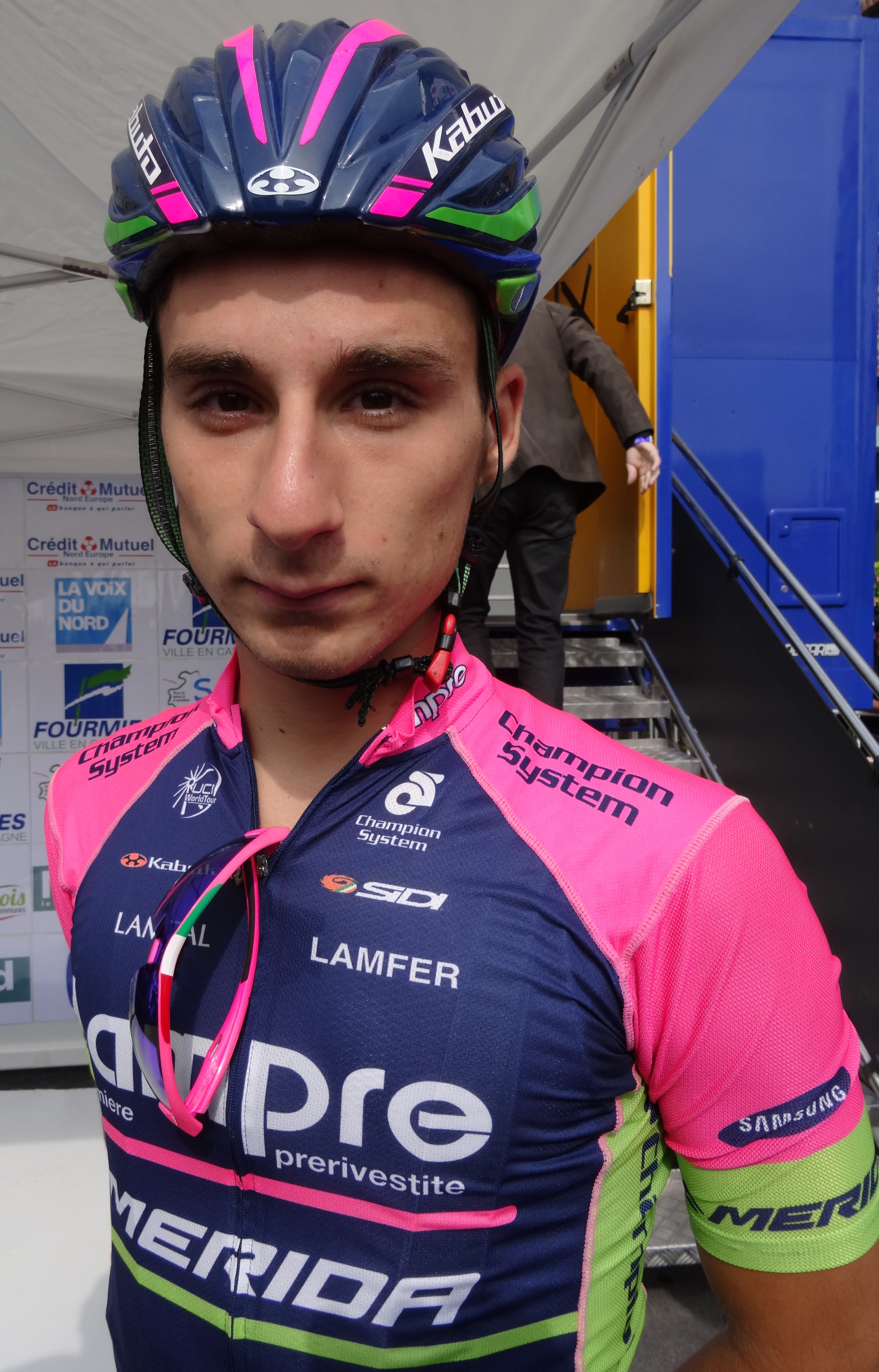

غران بريمو دي لوغانو 2015 (بالإيطالية: Gran Premio di Lugano 2015 )‏ هو سباق دراجات هوائية، وهو الموسم رقم 69 من نفس السباق، وأقيم في 1 مارس 2015، وامتدّ لمسافة 184.9 كيلومتر، وهو أحد سباقات طواف أوروبا للدراجات 2015، وهو من نوع سباق يوم واحد، وقد شارك في السباق 105 متسابقاً ووصل إلى نهايته 70 متسابقاً.
فاز فيه بالمركز الأول نيكولو بونيفازيو، وبالمركز الثاني فرانسيسكو جافازي، وبالمركز الثالث Matteo Montaguti ‏.

## الفرق
| فرق عالمية (4)- AG2R La Mondiale - IAM Cycling - Lampre-Merida - Tinkoff-Saxo فرق قارية محترفة (9)- أندروني جوكاتولي-سيدرمك 2015 ‏ - Bardiani CSF - Colombia (cycling team) ‏ - Cult Energy Pro Cycling ‏ - MTN-Qhubeka - نيبو-فيني فانتيني-يوربا أوفيني ‏ - تيم نوفو نورديسك ‏ - غازبروم روسفيلو ‏ - ساوث إيست 2015 ‏ فريق قاري- Akros–Excelsior–Thömus ‏ |  |
| |  |

## الفائزون
| الترتيب | الفائز            |
| ------- | ----------------- |
| الفائز  | نيكولو بونيفازيو  |
| الثاني  | فرانسيسكو جافازي  |
| الثالث  | Matteo Montaguti ‏ |

## وصلات خارجية
- الموقع الرسمي
- غران بريمو دي لوغانو 2015 على موقع إحصائيات الدراجات الإحترافية (الإنجليزية)